# Vlaanderen m'n land
Vlaanderen m'n land is een Nederlandstalig liedje van de Belgische artiest Will Tura uit 1969. De muziek is van Jean Kluger op een tekst van dichter Marcel Leemans onder het pseudoniem van Mark Swido.
Het nummer verscheen als B-kant van de single Omdat Ik Vlaming Ben.
Daarnaast verscheen het nummer op de LP Will Tura Nº 7.

## Meewerkende artiesten
- Producer:
  - Jean Kluger
- Muzikanten:
  - Will Tura (zang)